# Октябрь (журнал)
«Октябрь» — советский и российский ежемесячный литературно-художественный журнал, издававшийся в Москве с 1924 по 2019 годы.

## История журнала
Первоначально «Октябрь» являлся органом МАПП, в 1925 году ВАПП, в 1926—1932 — органом ВАПП и МАПП, в 1933—1934 — Оргкомитета СП РСФСР, в 1934—1957 СП СССР и затем в 1958—1990 он был органом СП РСФСР. После выхода нового Закона о печати (1990) учредителем стал трудовой коллектив редакции.
В свой рапповский период журнал не пользовался популярностью, в конце 1927 года В. Васильевский, Ф. Раскольников и В. Фриче даже подавали докладную записку в ЦК ВКП(б) с предложением закрыть «Октябрь», так как он имеет всего 800 подписчиков и даёт 60000 руб. убытка в год.
В журнале публиковались Сергей Есенин, Владимир Маяковский, Михаил Зощенко, Андрей Платонов, Аркадий Гайдар, Александр Твардовский, Константин Паустовский, Михаил Пришвин. Многое из напечатанного в «Октябре» в 1920—30-е годы и сейчас остаётся яркими страницами отечественной литературы: «Песнь о великом походе» Есенина, «Страна Муравия» Твардовского, «Школа» Гайдара, рассказы Платонова и произведения Зощенко. На страницах «Октября» в 1940-е гг. увидели свет «Пётр Первый» Алексея Толстого, «Два капитана» Вениамина Каверина и «Сын полка» Валентина Катаева.
С первых же номеров журнал знакомил читателей и с творчеством зарубежных писателей: И. Бехера, Л. Фейхтвангера, В. Бределя, Р. Роллана, А. Барбюса, Т. Драйзера, М. Андерсена-Нексё, Г. Манна.
В годы руководства журналом Панфёрова и Кочетова на его страницах печатались консервативные произведения, написанные в жанре социалистического реализма, произведения либерального духа не допускались. Впрочем, и сам Панфёров был на три года отстранён от руководства за публикацию статьи Петра Вершигоры, в которой подчёркивался народный характер партизанского движения — в этом усмотрели умаление партийного руководства.
В 1969 году в журнале был опубликован роман его главного редактора В. Кочетова «Чего же ты хочешь?», в откровенной форме направленный на реабилитацию И. В. Сталина.
Указом Президиума Верховного Совета СССР от 12 мая 1974 года журнал был награждён орденом Трудового Красного Знамени «за заслуги в развитии советской литературы и активное участие в коммунистическом воспитании трудящихся».
С середины 1980-х гг. направление «Октября» всё более приобретает выраженный либеральный характер. В это время в журнале печатались В. Астафьев, А. Рыбаков, А. Адамович, Б. Ахмадулина, Г. Бакланов, Б. Васильев, А. Вознесенский, Е. Евтушенко, Ф. Искандер, В. Маканин, Ю. Мориц, Ю. Нагибин, М. Рощин, Ю. Черниченко.
В это время журнал видел свою миссию в популяризации по мере возможностей в обществе демократических идей. На его страницах советские читатели знакомились с сочинениями А. Сахарова, А. Авторханова, М. Восленского, А. Деникина.
На страницах издания увидели свет аналитические работы Дмитрия Волкогонова «Триумф и трагедия. Политический портрет И. В. Сталина» и «Лев Троцкий. Политический портрет». Запрещённые советской цензурой «Реквием» Анны Ахматовой, роман Василия Гроссмана «Жизнь и судьба» и его повесть «Всё течёт», пьеса Михаила Булгакова «Адам и Ева», романы «Самоубийство» Марка Алданова и «Псалом» Фридриха Горенштейна, повесть Владимира Тендрякова «Революция! Революция! Революция!», стихи В. Набокова, А. Галича, В. Ходасевича тоже опубликовал «Октябрь».
Журнал открыл для русских читателей творчество Сергея Довлатова и Саши Соколова.
Отражением идейной борьбы в обществе стала кампания, начатая против «Октября» правлением СП РСФСР в 1989 году в связи с публикацией романа В. Гроссмана «Жизнь и судьба», фрагмента из книги А. Синявского «Прогулки с Пушкиным», «Реквиема» Анны Ахматовой. Журнал был обвинён в непатриотических настроениях, предпринимались попытки отстранения от должности главного редактора журнала. Благодаря поддержке общественности — письмо в защиту журнала подписали Дмитрий Лихачёв, Андрей Сахаров, Олег Ефремов, Марк Захаров, Альфред Шнитке и др. деятели искусства и науки — «Октябрь» отстоял свои позиции и ещё до принятия первого Закона о печати поставил вопрос о независимости прессы. В результате журнал первым в стране вышел из-под ведомственного подчинения и зарегистрировался как независимое издание. Однако после распада СССР журнал начал испытывать значительные финансовые трудности. Его тираж стал неуклонно падать, приближаясь к опасной для существования печатного издания отметке.

## Журнал в XXI веке
«Октябрь» был одним из ведущих русских толстых литературных журналов, имел либеральную направленность.
В 2000-х годах в журнале публиковались Анатолий Найман, Эдвард Радзинский, Михаил Рощин, Дмитрий Быков, Юнна Мориц, Михаил Веллер, Людмила Петрушевская, Светлана Алексиевич, Евгений Бабушкин, Игорь Волгин, Сергей Юрский, Андрей Волос, Евгений и Валерий Поповы, Вячеслав Пьецух, Борис Хазанов, Олег Павлов, Олег Ермаков, Александр Иличевский, Денис Осокин, Роман Сенчин, Александр Карасёв, Дмитрий Новиков и другие.
Авторам журнала выплачивались символические гонорары. Ежегодно вручались премии без денежного наполнения.
С января 2019 года выпуск журнала был приостановлен, однако в декабре 2019 года вышел № 12 «Октября», хотя номеров журнала с 1 по 11 за 2019 год не существует.

## Главные редакторы
- С. А. Родов (1924—1925)
- Г. Лелевич
- А. А. Фадеев
- А. С. Серафимович (1926—1929)
- Ф. И. Панфёров (1931—1954 и 1957—1961)
- М. Б. Храпченко (1954—1957)
- В. А. Кочетов (1961—1973)
- А. А. Ананьев (1973—2001)
- И. Н. Барметова (2001—2019)

## Тираж
- 1927 год — 10 000
- 1928 год — 2 500
- 1958 год — 164 000
- 1986 год — 175 000
- 1989 год — 380 000
- 1991 год — 242 000
- 1994 год — 38 200
- 2009 год — 4 000[13]
- 2016 год — 1 000
- 2017 год — 800